# Бути чи не бути (фільм, 1983)
Бути чи не бути (англ. To Be or Not to Be) — американська воєнна кінокомедія 1983 року  режисера Алана Джонсона. Ремейк однойменного фільму 1942 року. Сценарій був написаний Ронні Гремом і Томасом Міганом, заснований на оригінальній історії Мельхіора Лендьєла, Ернста Любича й Едвіна Юстуса Маєра.

## Сюжет
1939 рік, Варшава напередодні початку Другої світової війни. Фридерик Бронський (Мел Брукс) та його дружина Анна (Енн Бенкрофт) — власники водевільного театру, у якому вони також виступають у головних ролях. Пілот польської армії лейтенант Собінський (Тім Метісон) закоханий в Анну і відвідує усі її вистави. У театрі ставлять антинацистську п'єсу, але коли спалахує війна, її забороняють, і доводиться грати «Гамлета». З приходом нацистів лейтенант Собінський змушений покинути Варшаву. Та незабаром він повертається — його скинули на парашуті з секретним завданням…

## Ролі виконують
- Мел Брукс — Фридерик Бронський
- Енн Бенкрофт — Анна Бронська
- Тім Метісон — лейтенант Андрій Собінський
- Чарльз Дернінг — полковник Ергард
- Крістофер Ллойд — капітан Шульц
- Хосе Феррер — професор Сілетський
- Джордж Гейнз — Равич

## Навколо фільму
- За гумористичне трактування ролі полковника Ергарда, Чарльз Дернінг був номінований на премію «Оскар» за найкращу чоловічу роль другого плану.
- Коли автомобіль Бронського тягне кінь, можна побачити якусь лінію, яка використовується, щоб тягнути коня вперед, або щоб допомогти коневі тягнути автомобіль.
- Коли лейтенанта Собінського скидають на парашуті, видно високі гірські хребти. У Польщі є гірська місцевість, але вона лежить далеко від Варшави, до якої за змістом фільму лейтенант повинен дуже швидко дійти пішки.
- Особистий літак Гітлера був німецький Junkers Ju 52, який вироблявся з осені 1933 року, а не американський пасажирський Ford Trimotor, що випускався у 1927—1933 роках.